# Friedrich Dedekind
Friedrich Dedekind, född omkring 1525, död 27 februari 1598, var en tysk poet.
Dedekind var präst i Lüneburg. Bland hans verk finns hans på latin avfattade distika Grobianus (1549, nyutgåva 1892), en satir över dryckesbegäret och skådespelen Der christeliche Ritter (1576) och Papista conversus (1596) i luthersk anda.